# Постредагування
Постредагування (або пост-редагування) — це процес правки машинного перекладу, що має на меті високу якість тексту на виході. Підвищення якості такого перекладу редактором, який зазвичай має спеціальну підготовку та досвід роботи з машинними текстами, з мінімальним втручанням. Постредагування використовуються, коли продукт машинного перекладу не дуже вдалий, а повноцінний традиційний переклад не потрібен. Людина, яка редагує машинний переклад називається постредактором.
Постредагування передбачає виправлення вихідного результату машинного перекладу, аби забезпечити той рівень якості, що був заздалегідь узгоджений між клієнтом та редактором. Поверхневе постредагування спрямоване на те, щоб зробити текст просто зрозумілим; повне постредагування вдосконалює ще відповідність стилістики перекладу до тексту оригіналу. Інформативне постредагування має на меті зробити вихідний текст простим і зрозумілим; Літературне постредагування — ще й вдосконалити стилістичну відповідність текстові оригіналу. З перевагами та можливостями машинного перекладу літературне постредагування стало альтернативою традиційному перекладу. Практично всі засоби комп'ютерного перекладу (CAT) тепер підтримують постредагування текстів машинного перекладу.
Постредагування тісно пов'язано з попереднім редагуванням тексту оригіналу. У процесі машинного перекладу тексту адекватний кінцевий переклад можна отримати завдяки попередньому редагуванню тексту оригіналу — зокрема, застосуванню принципів контролю за мовою автора (обмеження граматики та словникового запасу за загальними правилами: використання коротких речень, використання слів, які включені до словника, — задля усунення неоднозначностей та складностей в машинному перекладі). А вже потім — виправляти помилки машинного перекладу. Воно відрізняється від редагування, яке полягає у вдосконаленні тексту, написаного людиною (процес, який у галузі перекладу відомий як перегляд). Постредагований текст може бути згодом переглянутий на предмет адекватності перекладу (чи вичерпно передано змісту першотвору, чи збережено функціонально-стилістичну відповідність йому), а також задля коригування простих помилок.

## Постредагування та машинний переклад
Історія машинного перекладу налічує вже понад 50 років. За цей час змінилося кілька поколінь систем машинного перекладу — від перших програм, що використовували обмежені ресурси універсальних комп'ютерів першого покоління до сучасних комерційних продуктів, що використовують могутні ресурси серверів і персональних комп'ютерів, у яких можна розміщувати кишенькові словники, а також комп'ютерні мережі.
Машинний переклад почав використовуватися не тільки в наукових центрах, а й в своєму фактичному призначенні в кінці сімдесятих років у деяких великих установах, таких як Європейська Комісія та Панамериканська організація охорони здоров'я, а потім, пізніше, в деяких корпораціях, таких як Caterpillar та General Motors. Перші дослідження про постредагування з'явилися у вісімдесятих роках, пов'язані з його практичним застосуванням. Для розробки відповідних основ та підготовки, члени Асоціації машинного перекладу в Америці (AMTA) та Європейської асоціації машинного перекладу (EAMT) створили в 1999 році спеціальну групу з вивчення процесу постредагування.
У 1980-х рр. з'явилися перші праці з постредагування, пов'язані з його практичним застосуванням. У 1999 р. члени Асоціації машинного перекладу в Америці (АМТА) та Європейської асоціації машинного перекладу (EAMT) створили спеціальну групу з вивчення процесу постредагування для розробки відповідних основних вказівок та підготовки кадрів.
Після 1990-х рр. досягнення в галузі комп'ютерних та Інтернет технологій пришвидшило розвиток машинного перекладу і сприяло його поширенню на теренах Інтернету, зокрема, як вільного, корисного доповнення в основних пошукових системах (Перекладач Google, Bing Translator, Yahoo! Babel Fish). Визнання широким загалом того факту, що продукти машинного перекладу не виявились високоякісними супроводжувалось визнанням постредагування, як необхідного етапу машинного перекладу.. Оскільки попит на локалізацію товарів і послуг зростає такими темпами, які неможливо було задовольнити ручним перекладом, навіть без допомоги пам'яті перекладів та іншими технологіями управління перекладами, такі галузі, як Товариство користувачів автоматизації перекладу (TAUS), очікують, що машинний переклад та постредагування відіграватиме значно більшу роль протягом наступних кількох років.
Використання машинного перекладу іноді передбачає попереднє редагування.
Після 30 років практичного застосування, постредагування все ще на стадії «зародження професії». Не багато відомо про те, хто такі постредактори, чи працюють вони здебільшого вдома, чи як фрілансери, і за яких умов.
Досягнення в галузі машинного перекладу значною мірою зумовлені розвитком постредагування текстів такого перекладу, тому, чим швидше та ґрунтовніше буде вдосконалюватися сфера постредагування, тим вищою буде якість машинного перекладу.

## Інформативне та літературне постредагування
У 1980-х рр. дослідження відмінностей між різновидами постредагування, які були вперше визначені службою Європейської комісії з перекладу, як просте й швидке або як поверхневе та глибоке постредагування. Нині все частіше використовують класифікацію, розроблену в 1990-ті р., яка поділяє постредагування на інформативне та літературне.
Інформативне постредагування полягає у мінімальному втручанні в текст постредактора. Результатом такого постредагування має бути текст опрацьований так, щоб реципієнт зрозумів зміст, суть тексту. Призначені такі матеріали для внутрішнього користування, коли текст потрібен терміново.
Літературне постредагування має найвищий рівень втручання постредактора в текст задля досягнення відповідного рівня якості. У результаті текст має бути не тільки зрозумілим для реципієнта, але й стилістично опрацьованим. Призначені такі тексти як для внутрішнього користування, так і для зовнішнього: зокрема для асиміляції та поширення.
У результаті літературного постредагування машинного перекладу рівень якості друготвору не має відрізняється від традиційно перекладеного тексту. Проте, перекладач і під час роботи з текстом оригіналу витрачають менше зусиль, ніж постредактор під час опрацювання перекладеної машиною версії. Але, враховуючи досягнення в галузі машинного перекладу, все може змінитися. Враховуючи можливості сучасних комп'ютерів, мовні пари а також завдання, яке стоїть перед фахівцем, дехто вже запрошує перекладачів для постредагування, а не для редагування з нуля, сподіваючись, що досягнуть аналогічної якості за нижчу вартість. Для деяких мовних пар і залежно від завдань та цілей перекладеного тексту, особливо якщо джерело було попередньо відредаговано, «сирого» машинного варіанту перекладу може бути достатньо і без попереднього втручання людиною.

## Поверхневе та повне постредагування
Дослідження у вісімдесятих роках ввело відмінності, які в контексті Служби перекладу Європейської Комісії вперше були визначені як загальне та швидке або повне та творче постредагування. Поверхневе та повне постредагування назараз є тим формулюванням, яке найчастіше використовується сьогодні.
Поверхневе постредагування передбачає мінімальне втручання з боку редактора, і таке редагування потребується лише для того, аби допомогти читачу зрозуміти текст; очікується, що клієнт використовуватиме його лише для внутрішніх цілей, або ж часто в таких ситуаціях, коли текст необхідний терміново або за короткий проміжок часу.
Повне редагування передбачає більш високий рівень редагування з метою досягнення ступеня якості, який має бути узгоджений між клієнтом та постредактором; очікується, що результатом буде той текст, який не тільки зрозумілий, але також стилістично відповідає тексту оригіналу, тому його можна поширювати та використовувати для цільової аудиторії, тобто як для внутрішніх, так і для зовнішніх цілей.
Як результат постредагування машинного перекладу, він не повинен відрізнятися від ручного перекладу. Однак перекладачу все ж потрібно менше зусиль задля опрацювання та перекладу оригінального тексту, ніж постредактору задля роботи з машинним перекладом. Хоча враховуючи досягнення машинного перекладу — цей факт може змінитися. Для роботи з деякими мовними парами і деякими завданнями, враховуючи можливості комп'ютеру, деякі клієнти вже надають перевагу праці з перекладачами постредакторами, замість перекладу з нуля, вважаючи, що вони отримають аналогічну якість за меншу ціну.
Класифікація поверхневого / повного редагування була розроблена в дев'яностих роках, коли машинний переклад все ще містився на компакт-диску, та не могла задовольнити запити машинного перекладу при редагуванні. Для деяких мовних пар та деяких завдань, особливо якщо джерело було попередньо відредаговане, машинний переклад може бути достатньо хорошим для загальних цілей, не вимагаючи попереднього втручання людини.

## Ефективність постредагування
Постредагування застосовується, коли результат машинного перекладу є недостатньої якості, а традиційний переклад не потрібен. Зазвичай постредагування радять використовувати, коли воно може принаймні подвоїти якість ручного перекладу, а у випадку поверхневого постредагування — навіть у чотири рази.
Однак ефективність постредагування важко передбачити. Різні висновки приводять як в наукові, так і в промислові дослідження, стверджуючи, що постредагування, як правило, швидше, ніж переклад з нуля, незалежно від мовних пар чи досвіду перекладачів. Однак єдиного рішення щодо цього немає, оскільки точно не відомо скільки часу можна заощадити за допомогою постредагування на практиці (якщо взагалі можна). Хоча робочі звіти про економію часу становлять близько 40 %, деякі академічні дослідження говорять про те, що економія часу в реальних умовах праці, швидше за все, становить від 0 до 20 %. Професіонали також повідомили про заперечливе підвищення продуктивності, коли на виправлення потрібно більше часу, ніж на переклад з нуля.

## Постредагування та лінгвістичні послуги
Приблизно вже тридцять років існує машинний переклад, а постредагування все ще є на стадії «зародження професії». Права та обов'язки постредактора все ще не зарегламентовані. Постредагування має щось спільне з перекладом та редагуванням, але всюди лише частково. Більшість вважає, що ідеальним редактором буде той перекладач, який прагне навчитись певних необхідним навичок, але є такі, хто вважає, що простіше навчити людину, що лише знає мови, без обізнаності у перекладознавстві. Не багато відомо ні про те, хто фактично є постредакторами, чи є вони, як правило, професійними перекладачами, чи працюють вони в основному як штатні працівники, або як фрілансери, та на яких умовах. Багато професійних перекладачів не підтримують постредагування, серед інших причин тому, що вони, як правило, оплачуються за меншими тарифами, ніж звичайні переклади, причому Міжнародна асоціація професійних перекладачів (IAPTI) особливо наголошує на цьому.
Якість машинного перекладу після постредагування вище, а тому вимагає менших зусиль постредактора, особливо коли машинний переклад забезпечується нейронним, вертикальним або індивідуальним механізмом машинного перекладу. Підвищення якості перекладу може бути оцінено лише згодом, лінгвістам потрібен час для виправлення машинного перекладу в тому самому середовищі перекладу, як XTM Cloud, що є системою управління перекладом та автоматизованим перекладом, де час постредагування та оцінка мовної якості є результатом опублікованих текстів, які вже згодом можна порівняти.
Немає чітких даних про те, наскільки поширене постредагування в перекладацькій галузі. Нещодавно проведене опитування показало, що 50 % тих, хто пропонує мовні послуги використовують постредагування, але 85 % має менше ніж 10 % їх пропускної спроможності. Phrase (колишній Memsource), онлайн-платформа для перекладу, стверджує, що понад 50 відсотків перекладів на його платформі між англійською, іспанською та французькою та іншими мовами зроблено за допомогою пам'яті перекладу з машинним перекладом. Постредагування також здійснюється через портали для краудсорсингу перекладів, такі як Unbabel, які до листопада 2014 року стверджували, що відредагували понад 11 млн слів.
Оцінки результативності та обсягу, в будь-якому випадку, є динамічним процесом, тому значною мірою розвиток постредагування текстів зумовлено тим фактом, що чим швидше та ґрунтовніше буде вдосконалюватися сфера постредагування, тим вищою буде якість машинного перекладу.

## Стратегії постредагування

### Критерії для оцінки машинного перекладу під час постредагування[8]
| Критерій                                                                                          | Оцінка | Висновок (що робити постредактору?!) |
| ------------------------------------------------------------------------------------------------- | ------ | --- |
| Еквівалентність компонентів речення в цілому та еквівалентність перекладу кожного слова в реченні | Ні     | Перевіряти кожне слово. |
| Еквівалентність компонентів речення в цілому та еквівалентність перекладу кожного слова в реченні | Так    | Переходити до більш важливих аспектів, ніж підрахунок значимих слів у вихідному та перекладеному реченнях.                                         |
| Переклад галузевої термінології                                                                   | Ні     | Перевірити кожен термін за словниками, зокрема галузевими, знайти фахівців для консультації.                                                       |
| Переклад галузевої термінології                                                                   | Так    | Зосередитися на більш точній передачі змісту другорядних понять, пошукати більш вдалі варіанти, ретельно вибудувати логічні зв'язки між реченнями. |
| Зв'язність тексту                                                                                 | Ні     | Використати довідники з граматики. |
| Зв'язність тексту                                                                                 | Так    | Можна урізноманітнити текст за допомогою синонімів або/і точніше пропрацювати стиль та стилістичні аспекти.                                        |

### Стратегії постредагування машинного перекладу
1. Редагування та перевірка кожного компоненту тексту звіряючись з оригіналом.
2. Використання машинного перекладу виключно як підказки в термінології.
3. Використання машинного перекладу як підрядкового задля підбору синонімічних виразів.
4. Виправлення в тексті машинного перекладу сумнівних аспектів з допомогою тексту оригіналу.
5. Виправлення в тексті машинного перекладу явних помилок без звернення до тексту оригіналу.

### Основні критерії для вибору стратегії постредагування
- Обізнаність в галузі.
- Ступінь оволодіння мовами оригіналу та перекладу.
- Термін та ймовірний об'єм постредагування.
- Досвід роботи із системами машинного перекладу.
- Ступінь довіри машинному перекладу.
- Наявність технічних засобів для аналізу внутрішньої структури машинного перекладу.